# On'yomi
 (septembre 2014).
Si vous disposez d'ouvrages ou d'articles de référence ou si vous connaissez des sites web de qualité traitant du thème abordé ici, merci de compléter l'article en donnant les références utiles à sa vérifiabilité et en les liant à la section « Notes et références ».
 (septembre 2014).
- Si vous ne connaissez pas le sujet, laissez ce bandeau (vous pouvez alors contacter les auteurs).
- Si vous supprimez le contenu mis en cause (vous pouvez préalablement contacter les auteurs),

argumentez précisément cette suppression dans la page de discussion
(un manque de référence n'est pas un argument ; une recherche réelle de référence doit avoir été effectuée, être formellement documentée).
La lecture on, (on-yomi : ondoku (音読) (kyūjitai : 音讀) ou on'yomi / on-yomi (音読み), « lecture phonétique », d'un kanji est celle issue de la phonétique de plusieurs formes anciennes de langues chinoises, telle que le chinois médiéval utilisé pendant la dynastie Tang, ou le wu, groupe de langue parlé autour de Hangzhou. Elle coexiste avec la lecture kun ou kun-yomi (訓読み, « lecture sémantique »), qui ne reprend que le sens du kanji en chinois en utilisant une, ou plusieurs, prononciations japonaises (quand elles existent).
Les mêmes distinctions sont utilisées dans l'interprétation des hanja coréens (caractères chinois han du coréen), elles sont alors appelées chosŏn hanjaeum (조선 한자음, 朝鮮漢字音) dans l'ancienne Corée unifiée et en Corée du Nord, et hanguk hanjaeum (한국 한자음 ; hanja : 韓國漢字音) en Corée du Sud et parfois dans l'ancienne Corée.
Enfin, au Viêt Nam où le vietnamien, langue môn-khmer des langues austroasiatiques, a longtemps été écrit avec les caractères chinois où ils sont appelés Chữ nho ou Hán tự, et comporte également des prononciations à la chinoise.
Le passage du phonème chinois au phonème japonais ne s'est pas fait sans mal, les langues orales étant très différentes — le japonais appartenant aux langues japoniques, tandis que les différentes langues de l'est de la Chine font partie du groupe des langues sino-tibétaines. Les tons ont parfois été transformés en accents de hauteur ou voyelles longues, spécifiques aux langues japonaises, ou ont disparu. À cela, il faut ajouter le fait que les emprunts ont été faits à différentes époques et à différentes langues ou dialectes chinois, et que les deux langues ont évolué (aussi bien à l'oral qu'à l'écrit), le mandarin, une langue récente, standardisé à la fin de la dynastie Qing (1644 — 1912) s'est éloignée des langues chinoises qui ont servi à constituer cette prononciation.　Les k y sont devenus j, etc.
On peut cependant parfois rapprocher la lecture on et la prononciation en mandarin du même sinogramme, comme pour « ange » (天使), qui se lit tenshi en japonais et tiānshǐ en mandarin.
La lecture on est très souvent utilisée pour former des mots composés de plusieurs kanjis (assez souvent des termes littéraires ou savants). En cela, on peut la comparer aux racines gréco-latines utilisées par le français, ou bien aux racines françaises de l'anglais depuis l'invasion normande par Guillaume le Conquérant.
Elle est aussi utilisée dans les noms communs utilisés pour désigner le type de lieux, et certains lieux sacrés ou de pouvoir, comme Fuji-san (富士山) (le mont Fuji, et non Fuji-yama, mandarin : fùshì shān), Tōkyō shi (東京市) (chinois médiéval : tuwng kjaeng dzyiˣ (API : tuŋ kˠiæŋ d͡ʑɨˣ) ; mandarin : dōngjīng shì, les voyelles longues sont communes à Tōkyō et Dōngjīng).

## Quatre principaux types d'on'yomi
L'on'yomi est généralement classifié en quatre types :
- go-on (呉音 ; littéralement : son Wu), prononciation des régions Wu (autour des provinces de Jiangsu, Zhejiang et de la municipalité de Shanghai, soit l'ancien Royaume de Wu) ;
- kan-on (漢音 ; littéralement : son Han), prononciation standard durant la dynastie Tang entre les VIIe siècle et IXe siècle ;
- tō-on (唐音 ; littéralement : son Tang), mais il s'agit de la prononciation des dernières dynasties han, comme la dynastie Song et la dynastie Ming ;
- kan'yō-on (慣用音 ; littéralement : son usuel), prononciation intégrée depuis les chengyu. Des idiomes en quatre caractères de la langue chinoise.

| Kanji | Signification | chinois médiéval (API) | Go-on | Kan-on | Tō-on | Kan'yō-on |
| ----- | ------------- | ---------------------- | ----- | ------ | ----- | --------- |
| 明    | brillant      | mˠiæŋ                  | myō   | mei    | min   | *         |
| 行    | aller         | ɦˠæŋ                   | gyō   | kō     | an    | *         |
| 極    | extrêmement   | ɡɨk̚                    | goku  | kyoku  | *     | *         |
| 珠    | perle         | t͡ɕɨo                   | *     | shu    | *     | ju, zu    |
| 度    | niveau        | dɑk̚                    | do    | taku   | to    | *         |

Quelques autres exemples :
- kanji ch. trad. : 漢字 ; ch. simp. : 汉字 ; py : hànzì ; jap. : kanji ; ko. : hanja ; viet. : Hán tự ; litt. « caractère han » ;
- le mont Fuji ch. : 富士山 ; py : fùshì shān ; jap. : Fuji san ; ko. : huji san ; viet. : Núi Phú Sĩ (𡶀富士) ;
- la voie ch. : 道 ; py : dào ; jap. : dō ou tō ; ko. : do ; viet. : đạo, dạo ou nhạo) ;
- le tofu ch. : 豆腐 ; py : dòufu ; jap. : tōfu ; ko. : dubu ; viet. : Dâu-hô.
- le jiaozi ch. trad. : 餃子 ; ch. simp. : 饺子 ; py : jiǎozi ; jap. : gyōza ; ko. : jaojjeu ; viet. : giáo tử.